# NGC 3907
NGC 3907 (również PGC 36941 lub UGC 6796) – galaktyka eliptyczna (E-S0), znajdująca się w gwiazdozbiorze Panny. Odkrył ją John Herschel 15 kwietnia 1828 roku.